# Jaime Pacheco
Jaime Moreira Pacheco (ur. 22 lipca 1958 w Paredes) – portugalski piłkarz i trener piłkarski.

## Kariera
Jako zawodnik występował na pozycji defensywnego pomocnika. Do sezonu 1983/84 grał w klubie FC Porto, a następnie przeniósł się do Sportingu, w zamian za innego pomocnika, Paulo Futre. Do momentu zakończenia kariery (1995 rok) grał jeszcze w Vitórii Setúbal, FC Paços de Ferreira i SC Braga.
W reprezentacji narodowej zadebiutował w 23 lutego 1983 roku w towarzyskim meczu z Niemcami, wygranym przez Portugalię 1-0. Ogółem Pacheco 25 razy zakładał reprezentacyjną koszulkę. Był podstawowym zawodnikiem swojego kraju podczas mistrzostw Europy w 1984 i mistrzostw świata w 1986 roku.
Jako trener Boavisty Porto osiągnął największe sukcesy w historii tego klubu - zdobył tytuł mistrza Portugalii w sezonie 2000/01, doprowadził też Boavistę do półfinału Pucharu UEFA w sezonie 2002/03. W 2003 roku przez krótki okres trenował hiszpańską Mallorcę, po czym powrócił na stanowisko trenera Boavisty. Z powodu złych wyników został zwolniony w kwietniu 2005 roku. Był zatrudniony jako szkoleniowiec Vitórii Guimarães, ale zrezygnował w grudniu 2005 roku. 23 października 2006 roku po raz trzeci został trenerem Boavisty Porto. Od 2008 do 2009 roku był trenerem CF Os Belenenses.